# Amigos
Albums de Santana
Lotus
(1975) Festival
(1977)
Amigos est le 7e album studio du groupe rock latino Santana. Il est sorti le 26 mars 1976 sur le label CBS Records et a été produit par David Rubinson & Friends.

## Historique
Il a été enregistré à San Francisco dans les studios de l'ingénieur du son américain Wally Heider. Il est le dernier album du groupe avec le bassiste David Brown et le premier avec le chanteur Greg Walker.
Si Let It Shine est le single principal de l'album, c'est le titre instrumental "Europa" qui est le plus connu notamment en Europe. 
Cet album a atteint la 10e place du Billboard 200 américain et a été certifié disque d'or aux États-Unis. En France, il se classa à la 5e place des classements musicaux et sera récompensé par un double disque d'or (pour plus de 200 000 exemplaires vendus).

## Liste des titres
Face 1
1. Dance Sister Dance (Baila Mi Hermana) (Leon 'Ndugu' Chancler, Tom Coster, David Rubinson) – 8:15
2. Take Me With You (Chancler, Coster) – 5:26
3. Let Me (Carlos Santana, Coster) – 4:50

Face 2
1. Gitano (Armando Peraza) – 6:13
2. Tell Me Are You Tired (Chancler, Coster) – 5:42
3. Europa (Earth's Cry Heaven's Smile) (Santana, Coster) – 5:06
4. Let It Shine (David Brown, Ray Gardner) – 5:42

## Musiciens
- Carlos Santana – guitare, percussions, congas, jurro,, chœurs
- David Brown – basse
- Tom Coster – piano, piano électrique Fender Rhodes, Clavinet Hohner D6, orgue Hammond, synthétiseur Moog,  ARP Pro Soloist, ARP Odyssey, ARP String Ensemble, chœurs
- Leon 'Ndugu' Chancler – batterie, timbales, Rototoms, congas, percussions, chœurs
- Armando Peraza – percussions, chœurs, chant sur Gitano
- Greg Walker - chant
- Ivory Stone, Julia Tillman Waters, Maxine Willard Waters – chœurs

## Charts et certifications

### Album
Charts
| Pays             | Durée du classement | Meilleur classement | Date             |
| ---------------- | ------------------- | ------------------- | ---------------- |
| Allemagne        | 4 semaines          | 27e                 | 1er février 1977 |
| Autriche         | 4 semaines          | 9e                  | 15 juillet 1976  |
| Canada           | 13 semaines         | 9e                  | 12 juin 1976     |
| États-Unis       | 26 semaines         | 10e                 | 5 juin 1976      |
| France           | 34 semaines         | 5e                  | 17 juin 1976     |
| Norvège          | 3 semaines          | 13e                 | 12 avril 1976    |
| Nouvelle-Zélande | 20 semaines         | 8e                  | 4 juin 1976      |
| Pays-Bas         | 16 semaines         | 2e                  | 8 mai 1976       |
| Royaume-Uni      | 9 semaines          | 13e                 | 17 avril 1976    |
| Suède            | 4 semaines          | 29e                 | 12 avril 1976    |

Certifications
| Pays        | Certification | Ventes    | Date          |
| ----------- | ------------- | --------- | ------------- |
| Canada      | Or            | 50 000 +  | 1er août 1976 |
| États-Unis  | Or            | 500 000 + | 11 juin 1976  |
| France      | 2 × Or        | 200 000 + | 19 avril 1995 |
| Royaume-Uni | Argent        | 60 000 +  | 1er juin 1976 |

### Single
| Single                                 | Chart               | Durée du classement | Position | Date              |
| -------------------------------------- | ------------------- | ------------------- | -------- | ----------------- |
| "Let It Shine"                         | Hot 100             | 3 semaines          | 77e      | 22 mai 1976       |
| "Let It Shine"                         | RPM Top Singles     | 5 semaines          | 76e      | 3 juillet 1976    |
| "Europa (Earth's Cry", Heaven Smiles)" | (W) Ultratop        | 5 semaines          | 32e      | 11 septembre 1976 |
| "Europa (Earth's Cry", Heaven Smiles)" | SNEP                | 8 semaines          | 20e      | 25 juillet 1976   |
| "Europa (Earth's Cry", Heaven Smiles)" | Mega Top 50         | 5 semaines          | 29e      | 24 avril 1976     |
| "Europa (Earth's Cry", Heaven Smiles)" | Schweizer Hitparade | 13 semaines         | 6e       | 22 octobre 1976   |